# Constitution finlandaise de 1919
Pour les articles homonymes, voir constitution de la Finlande.
Constitution finlandaise de 2000
La Constitution finlandaise de 1919 (finnois : Vuoden 1919 hallitusmuoto) est la constitution de la République de Finlande de 1919 à 2000 (AsK (fi)  94/1919). 

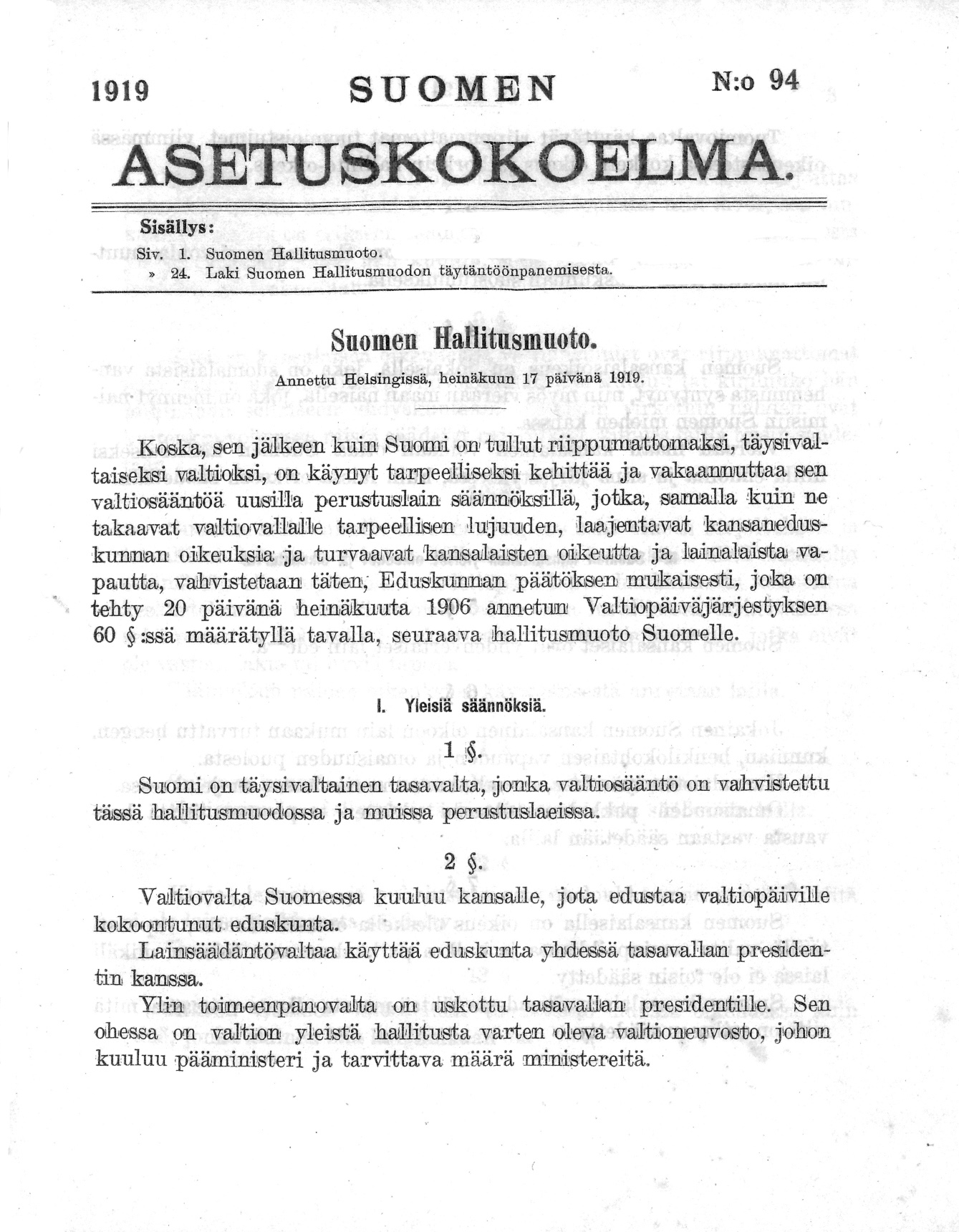
Première page de la Constitution finlandaise de 1919.

Elle instaure un régime politique de type république semi-présidentielle qui entre en vigueur le 17 juillet 1919. Elle est la première Constitution de la Finlande indépendante.
La Constitution finlandaise de 2000 en a repris de nombreux principes.